# Fame (Lied)
Fame ist ein Lied von Irene Cara aus dem Jahr 1980, das von Dean Pitchford getextet und von Michael Gore komponiert wurde. Es ist Bestandteil des Soundtracks zum Film Fame – Der Weg zum Ruhm, der gleichnamigen TV-Serie sowie des gleichnamigen Musicals.
Das Gitarrensolo wurde von Elliott Randall gespielt.

## Geschichte
Die Veröffentlichung fand im Mai 1980 in den Vereinigten Staaten statt, wo das Lied Platz drei erreichte. Im Vereinigten Königreich und weiteren Ländern wurde das Lied erstmals im Mai 1982 veröffentlicht, als die gleichnamige TV-Serie erstmals ausgestrahlt wurde. In den Ländern Vereinigtes Königreich, Irland und Neuseeland wurde der Disco-Popsong ein Nummer-eins-Hit.
1981 gewann das Lied einen Oscar in der Kategorie Bester Song und gewann beim Golden Globe Award in der Kategorie Bester Filmsong. In den Vereinigten Staaten und dem Vereinigten Königreich wurde das Lied auch mit einer Goldenen Schallplatte geehrt.

## Kommerzieller Erfolg

### Chartplatzierungen
| ChartsChartplatzierungen       | Höchstplatzierung | Wochen |
| ------------------------------ | ----------------- | ------ |
| Vereinigte Staaten (Billboard) | 4 (26 Wo.)        | 26     |
| Vereinigtes Königreich (OCC)   | 1 (16 Wo.)        | 16     |

| ChartsJahrescharts (1980)      | Platzierung |
| ------------------------------ | ----------- |
| Vereinigte Staaten (Billboard) | 66          |

### Auszeichnungen für Musikverkäufe
| Land/Region                  | Auszeichnungen für Musikverkäufe (Land/Region, Auszeichnung, Verkäufe) | Verkäufe |
| ---------------------------- | ---------------------------------------------------------------------- | -------- |
| Kanada (MC)                  | Gold                                                                   | 50.000   |
| Neuseeland (RMNZ)            | Gold                                                                   | 10.000   |
| Niederlande (NVPI)           | Gold                                                                   | 100.000  |
| Vereinigtes Königreich (BPI) | Gold                                                                   | 500.000  |
| Insgesamt                    | 4× Gold ·                                                              | 660.000  |

## Coverversionen
- 1982: Alvin and the Chipmunks
- 1983: Mona Carita (Me Emme Laske Viiteen)
- 2000: Nana Hedin
- 2005: Adagio
- 2005: Kristen Bell (Liveversion)
- 2006: Willa Ford (Liveversion)
- 2009: Naturi Naughton
- 2009: Funky Freakz